# François Clouet

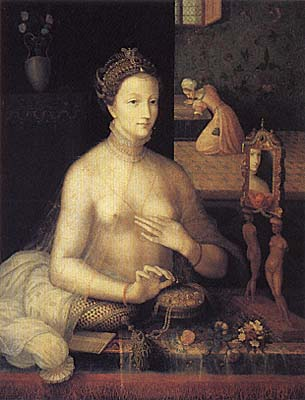
Dam vid sitt toalettbord (cirka 1559).

François Clouet, född 1510 i Tours, Frankrike, död 22 september 1572 i Paris, var en fransk konstnär. Han var son till Jean Clouet.
François Clouet efterträdde sin far som hovmålare och målade porträtt av Henrik II, Frans II och Karl IX. Han rönte inflytande av Hans Holbein den yngre och Paris Bordone. Ett av hans mera kända verk är det 1562 daterade porträttet av apotekaren Pierre Cutte i Louvren.
François Clouets verk, till exempel Dam vid sitt toalettbord, visar på ett florentinskt inflytande. Hans teckningar var mer detaljerade och hans målningar mer virtuosa och genomarbetade än faderns. François Clouet åtnjöt stor ryktbarhet i sin samtid genom att lyfta porträttkonsten och det förfinat galanta mytologiska måleriet till en mycket hög nivå.

## Dam vid sitt toalettbord
Det finns flera tavlor med detta motiv, inspirerade av italienska målningar som gått förlorade men som man vet var kända i Frankrike, liksom av mytologiska reminiscenser. Smycket som damen, illa skyld av sin flortunna negligé, bär runt halsen skulle liksom ringen symbolisera en hemlig men trogen förbindelse, vilket för tanken till porträtten av Diane de Poitiers. Den snedställda spegeln antyder måhända vissa betänkligheter, medvetenheten om en kärlekskonflikt. Det på samma gång minutiösa och eleganta utförandet och den raffinerat luxuösa miljön är utmärkande för Fontainebleauskolan.